# Réserve naturelle des Montagnes-Vertes
La réserve naturelle des Montagnes-Vertes est une réserve naturelle privée située au Québec (Canada). Le nom de la réserve de 67,67 km2 provient des montagnes Vertes, dont les monts Sutton sont le secteur le plus au nord de la chaîne.  Il s'agit de la plus grande aire protégée privée de la province.  Elle est la propriété de Conservation de la nature Canada et Conservation de la nature - Québec.

## Géographie
La réserve est située dans les municipalités régionales de comté de Brome-Missisquoi et de Memphrémagog, et dans les régions administrative de l'Estrie et de la Montérégie. Le territoire de la réserve est composé de cinq parcelles couvrant une superficie de 67,67 km2.